# Iwan Proszak
Iwan Lukjanowycz Proszak (ukr. Іван Лук'янович Прошак), ps. „Oleg” (ukr. Олег) (ur. 2 czerwca 1922 we wsi Chomiakówka, zm. 14 stycznia 1999 w Kołomyi) – ukraiński działacz niepodległościowy, nacjonalista, członek Ukraińskiej Powstańczej Armii, ofiara obozów nazistowskich (1941–1943) i sowieckich (1945–1957). W latach 90. XX wieku – działacz polityczny i członek Ogólnoukraińskich Zjazdów Więźniów Politycznych.

## Życiorys

### Wczesne lata
Iwan Proszak urodził się 2 czerwca 1922 roku we wsi Chomiakówka w rodzinie szefa lokalnego stowarzyszenia czytelniczego „Proswita” Łukjana Proszaka i Anastazji Proszak. Jego ojciec zginął w łagrach Kraju Krasnojarskiego w 1946 roku, jego matka została zamordowana w tyśmienickim oddziale rejonowym NKWD w 1946 roku.
Uczył się w czteroklasowej szkole powszechnej. W 1934 roku wraz z młodzieżą szkolną odwiedził Kołomyję, gdzie poznał pisarza Andrija Czajkowskiego. W 1938 roku przystąpił do Organizacji Ukraińskich Nacjonalistów.
Po rozpoczęciu okupacji sowieckiej w latach 1939–1940 pracował jako księgowy w kołchozie. W 1941 roku został zesłany do niemieckich obozów koncentracyjnych, gdzie pracował przy wydobyciu węgla w pobliżu Dortmundu, gdzie przebywał do 1943 roku.

### Działalność w UPA i OUN
W 1943 roku wstąpił do Ukraińskiej Powstańczej Armii. Według Dmytra Hrynkowa, w sierpniu 1943 roku brał udział w bitwie we wsi Zareczje w obwodzie nadworniańskim z żołnierzami niemieckimi i węgierskimi, w której zginęło 60 nazistów. Iwan Proszak odznaczył się także w bitwach pod Olesą w Lesie Bratowskim (24 września 1944), Pereghinskiem, Tatarowem i Porogami. Podczas służby poznał dowódcę kurenia „Dzwony” Petra Melnyka, dowódcę kurenia „Dzwony” Lukę Hryniszaka, dowódcę kurenia UPA „Sywula” Wasyła Jaskiwa, dowódcę kurenia „Dowbusza”, stację TV-22 „Czarny Las” Iwana Gontę i inne postacie OUN i UPA.
W lipcu 1944 roku wstąpił do oddziału UPA setnego „Galuzy”, gdzie przebywał około miesiąca. W grudniu 1944 roku został przeniesiony do struktur OUN na stanowisko propagandysty kurenia nr 4 (Chomiakówka) obwodu OUN Tyśmienica pod pseudonimem Oleg.W lipcu 1944 roku wstąpił do oddziału UPA setnego „Galuzy”, gdzie przebywał około miesiąca. 
W lutym 1945 roku, podczas okrążenia wsi Pszeniczniki przez wojska NKWD, wykonując misję, Iwan Proszak zdołał ukryć się w tajnym bunkrze w pobliżu domu Hanny Kasiuk-Jatzury, dzięki czemu uniknął niewoli.

### Aresztowania i represje
15 marca 1945 roku, w starciu zbrojnym między członkami OUN a wewnętrznymi wojskami NKWD w Chomiakówce, gdzie zginęło 20 powstańców wraz z Marią Kapeczuk i jej pięcioletnią córką Halinką, Proszak został ranny i wpadł w ręce NKWD wraz z Hryhorijem Baleniukiem. 21 marca został po raz pierwszy przesłuchany. W okresie marzec-wrzesień 1945 roku nie przeprowadzono żadnych czynności śledczych. 12 września został przesłuchany po raz drugi, już jako oskarżony. 16 października 1945 roku, decyzją sądu wojskowego NKWD w obwodzie stanisławskim, Proszak został skazany na 20 lat obozów pracy przymusowej i 5 lat ograniczenia praw z konfiskatą mienia. W styczniu 1946 roku przybył jako etap do obozu pracy w Workucie.
Początkowo przebywał w kopalniach Workutaugolu, ale z powodu odniesionych obrażeń został wydobyty na powierzchnię. Od 13 kwietnia 1949 do 1953 roku pracował w 6. oddziale obozowym jako księgowy wydziału osadniczego, gdzie aktywnie sprzeciwiał się władzy radzieckiej. Od 1953 do 18 lutego 1955 roku był brygadzistą kontrolnym obozu pracy. 28 stycznia 1955 roku Trybunał Wojskowy Przykarpackiego Okręgu Wojskowego skrócił karę z 20 do 10 lat obozów pracy. 12 lutego 1956 roku został zwolniony, po czym został skierowany do Komendy Specjalnej nr 18 w celu specjalnego osiedlenia. 18 kwietnia 1957 roku, z powodu braku dowodów i świadków, został zrehabilitowany decyzją Kolegium Wojskowego Sądu Najwyższego ZSRR.

### Życie w ZSRR i niepodległej Ukrainie
Następnie Iwan Proszak studiował najpierw w szkole górniczej, a później w workuckiej filii Leningradzkiego Instytutu Górniczego im. Plechanowa, gdzie zdobył wykształcenie inżyniera-ekonomisty. W okresie „odwilży” chruszczowskiej został wybrany na przewodniczącego związku zawodowego w kopalni ze względu na obronę praw więźniów politycznych przez Iwana Łukjanowicza. Następnie pracował jako dyspozytor w zakładzie w Workutaugolu. W 1977 roku wraz z całą rodziną przeprowadził się do Kołomyi.
Od 1990 roku zaczął publikować w prasie lokalnej i regionalnej artykuły krytyczne na tematy polityczne i religijne.
Pod koniec lat 90. zaczął poważnie chorować: w marcu 1998 roku doszło u niego do silnego krwawienia i utraty przytomności, w wyniku czego zapadł w śpiączkę trwającą 20 dni.
Zmarł 14 stycznia 1999 roku w Kołomyi w wyniku długotrwałej choroby.

## Działalność publiczna i polityczna
W latach 90. brał aktywny udział w ogólnoukraińskich i międzynarodowych kongresach więźniów politycznych: w 1990 roku wziął udział w Światowym Zgromadzeniu Więźniów Politycznych Wszystkich Krajów w Kijowie, w 1993 roku – w II Światowym Kongresie Ukraińskich Więźniów Politycznych (Kijów), w 1995 roku – w Międzynarodowym Kongresie Więźniów Politycznych Reżimów Komunistycznych w Kijowie, gdzie w przemówieniach mówił o bezczynności władz w obronie represjonowanych i więźniów politycznych, weteranów UPA.
24 listopada 1990 roku, na Konferencji Konstytucyjnej z okazji rozpoczęcia działalności Kołomyjskiej Rejonowej Organizacji Więźniów Politycznych i Osób Represjonowanych, Iwan Proshak został członkiem komisji rewizyjnej razem z Mychajłem Biłaniukiem i Jewhenem Małaszczukiem.
24 sierpnia 1992 roku Iwan Proszak był jednym z głównych mówców na uroczystym spotkaniu w Domu Ludowym poświęconym niepodległości Ukrainy i 50. rocznicy powstania UPA. W październiku 1992 roku był także jednym z głównych gości i mówców na wieczornym spotkaniu „Więźniowie sumienia”. 25 października 1992 roku brał udział w ponownym pochówku żołnierza UPA Fiodora Kuzenki we wsi Rungury, przenosząc go z jego domu na cmentarz wiejski.
W kwietniu 1993 roku Iwan Proszak potępił ówczesne przygotowania komunistów w Rosji do zamachu stanu i wysiłki sił prokomunistycznych na Ukrainie zmierzające do destabilizacji kraju.
W 1994 roku został referentem Jewhena Proniuka, kandydata na deputowanych ludowych II kadencji. W grudniu 1994 roku, jako członek Stowarzyszenia Więźniów Politycznych i Osób Represjonowanych, wspierał walkę Czeczenów o niepodległość swojego kraju spod okupacji rosyjskiej.